# 쇼 튠

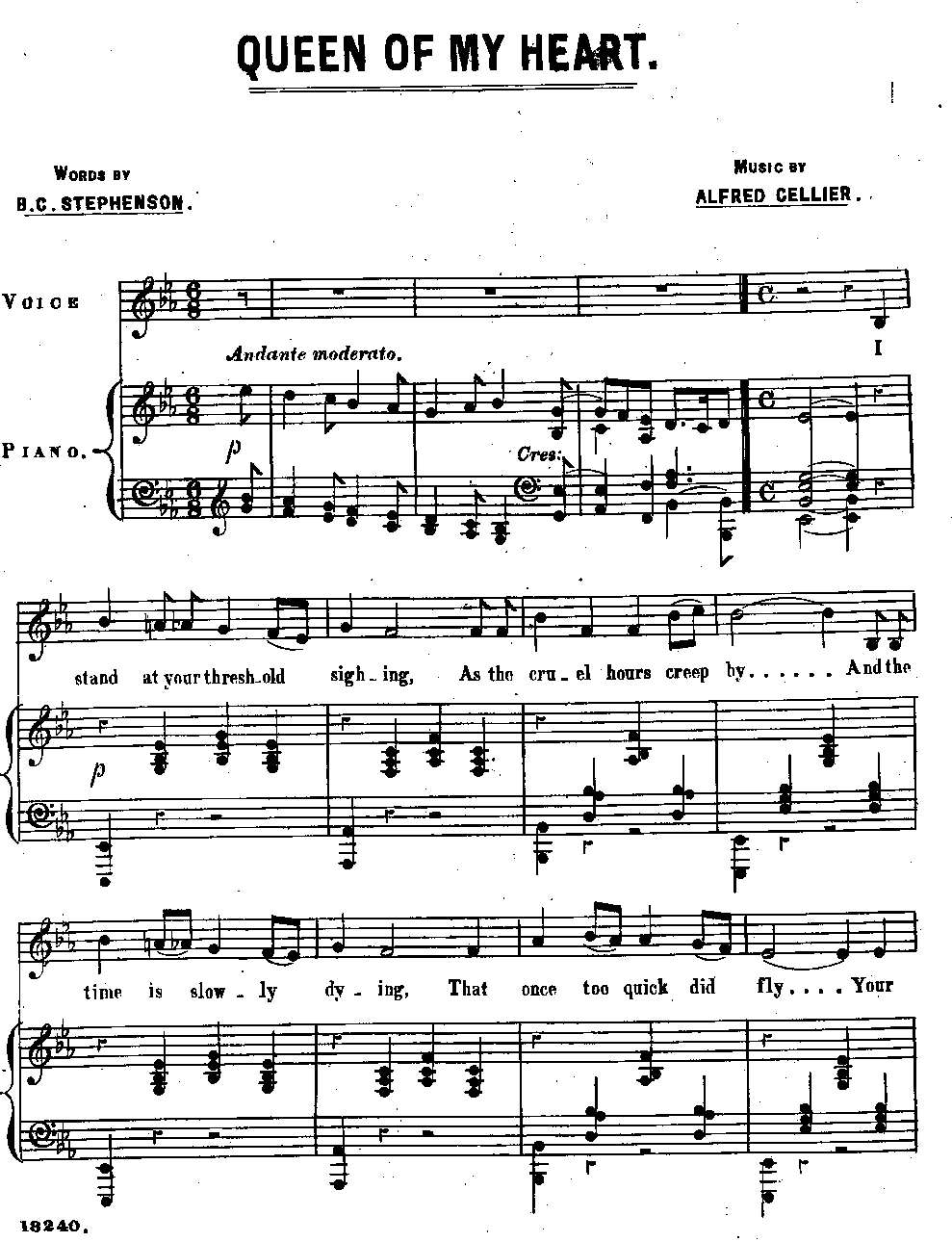
도로시의 히트곡인 "Queen of my heart"는 파를로 발라드로 큰 인기를 끌었다.

쇼 튠(Show tune)은 대부분의 사람들의 마음속에서 원래의 맥락으로부터 다소 떨어져 있는 표준이 된 경우, 그것은 음악 연극이나 음악 영화 작품의 악보의 일부로서 원래의 곡이다.